# Pablo Vierci

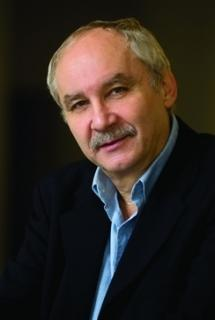
Pablo Vierci, 2016

Pablo Vierci (* 7. Juli 1950 in Montevideo, Uruguay) ist ein uruguayischer Journalist, Drehbuchautor und Schriftsteller.
Sein Werk La sociedad de la nieve hat den von Juan Antonio Bayona inszenierten Film Die Schneegesellschaft (2023) inspiriert.

## Werke
- 1979, Los tramoyistas
- 1984, Pequeña historia de una mujer
- 1987, Detrás de los árboles
- 2004, 99% asesinado
- 2009, La sociedad de la nieve (ISBN 978-0307392817)
- 2010, De Marx a Obama (ISBN 978-6074298802)
- 2011, Artigas - La Redota
- 2012, El desertor (ISBN 978-9500744300)
- 2014, Ellas 5
- 2016, Tenía que sobrevivir (mit Roberto Canessa) (ISBN 978-1476765471)
- 2018, El fin de la inocencia
- 2021, La redención de Pascasio Báez (ISBN 978-9915664217)